# Leucip (fill d'Enòmau)
Leucip (en grec antic: Λεύκιππος) va ser, segons la mitologia grega, un fill de Enòmau, fill d'Ares i rei de Pisa, que es va enamorar de la nimfa Dafne.
Leucip sabia que la nimfa desitjava la llibertat dels boscos i rebutjava el tracte amb els homes i el matrimoni, i es va empescar una estratagema. Va deixar que el seu cabell creixés (amb l'excusa de sacrificar-lo al déu Alfeu), es va fer una trena com si fos una donzella i es va posar un vestit de dona. Leucip va aconseguir de barrejar-se amb les companyes de Dafne, que sentia un gran afecte per ell sota aquella aparença. Caçaven junts, i no es separaven. Apol·lo, gelós perquè desitjava Dafne, va inspirar a les noies perquè s'anessin a banyar en una font, però Leucip no es volia despullar. Les companyes el van obligar i van descobrir l'engany, i llavors el van matar a cops de pedra i amb punyals. Altres versions diuen que els déus van fer invisible a Leucip i es va poder escapar. Quan Apol·lo va veure Dafne indefensa, es va llançar sobre ella, però la noia es va escapar i va demanar ajuda a Zeus, que la va convertir en llorer.